# Hydraena triloba
Hydraena triloba är en skalbaggsart som beskrevs av Perkins 2007. Hydraena triloba ingår i släktet Hydraena och familjen vattenbrynsbaggar. Inga underarter finns listade i Catalogue of Life.